# Aphthona placida
Aphthona placida es un insecto coleóptero de la familia Chrysomelidae. Fue descrita científicamente por primera vez en 1864 por Kutschera.